# Trichanarta
Trichanarta là một chi bướm đêm thuộc họ Noctuidae.